# Вильгельм Гогенцоллерн (1864—1927)
Вильгельм Гогенцоллерн (полное имя — Вильгельм Август Карл Йозеф Питер Фердинанд Бенедикт Фюрст фон Гогенцоллерн) (нем. Wilhelm August Karl Joseph Peter Ferdinand Benedikt Fürst von Hohenzollern; 7 марта 1864, дворец Бенрат — 22 октября 1927, Зигмаринген) — князь и глава княжеского рода Гогенцоллерн-Зигмаринген (8 июня 1905 — 22 октября 1927), прусский генерал пехоты (13 сентября 1913).

## Биография

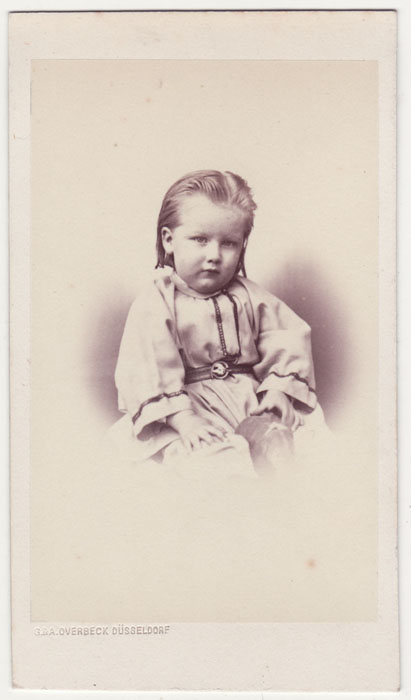
Принц Вильгельм Гогенцоллерн-Зигмаринген, 1869 год

Родился 7 марта 1864 года в замке Бенрат в окрестностях Дюссельдорфа (Рейнская провинция, Пруссия). Старший сын принца Леопольда Гогенцоллерна (1835—1905), князя Гогенцоллерн-Зигмаринген (1885—1905), и инфанты Антонии Марии Португальской (1845—1913). Его бабушкой и дедушкой были королева Португалии Мария II и её муж, король-консорт Фердинанд II.
Младшими братьями Вильгельма были Фердинанд (1865—1927), король Румынии (1914—1927), и принц Карл Антон (1868—1919). Его двоюродными братьями и сестрами по материнской линии являлись король Португалии Карлуш I, инфант Афонсо, герцог Порту, последний король Саксонии Фридрих Август III и принцесса Мария Йозефа Саксонская.
В 1880—1886 годах Вильгельм Гогенцоллерн был наследником престола в Румынском королевстве. 20 декабря 1886 года он отказался от своих прав на румынский престол.
8 июня 1905 года после смерти своего отца Леопольда Вильгельм стал князем и главой рода Гогенцоллерн-Зигмаринген.
В 1918 году после распада Германской империи и начала революции его княжеский титул был фактически упразднен. Но Вильгельм Гогенцоллерн продолжал использовать свою княжескую фамилию.

## Семья и дети

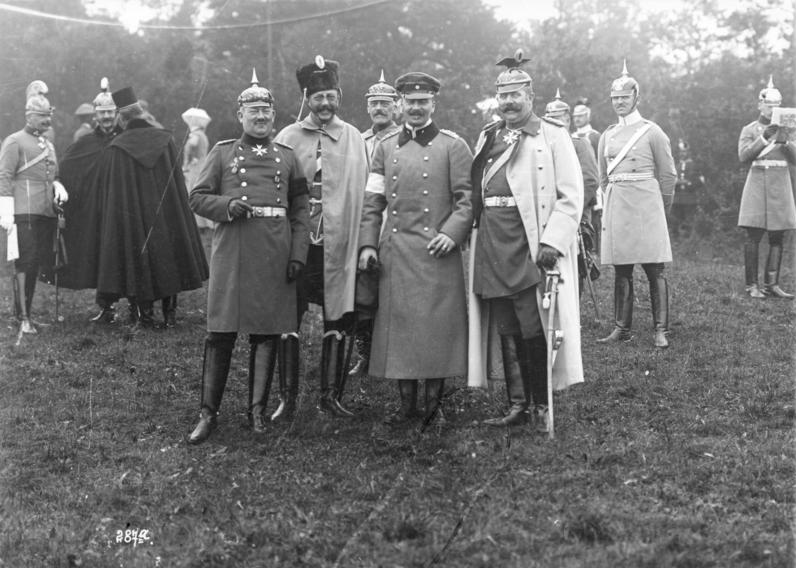
Слева направо: Князь Вильгельм Гогенцоллерн-Зигмаринген, эрцгерцог Франц Сальватор Австрийский, герцог Мекленбургский, наследный принц Австро-Венгрии Франц Фердинанд Габсбург, фотография 1909 года

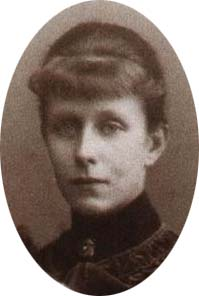
Принцесса Мария-Тереза Бурбон-Сицилийская, жена Вильгельма Гогенцоллерна

27 июня 1889 года Вильгельм Гогенцоллерн в Зигмарингене женился на принцесса Марии Терезе Бурбон-Сицилийской (1867—1909), единственной дочери принца Луиса (1838—1886), графа Трани, и Матильды Людовики (1843—1925), принцессы Баварской. Луис был старшим сыном короля Обеих Сицилий Фердинанда II и его второй жены, эрцгерцогини Марии-Терезы Австро-Тешинской. Матильда Баварская была четвёртой дочерью Максимилиана, герцога Баварии, и принцессы Людовики Баварской.
Вильгельм и Мария Тереза имели троих детей:
- Принцесса Августа Виктория Гогенцоллерн (19 августа 1890 — 29 августа 1966), 1-й с 1913 года муж Мануэл II (1889—1932), последний король Португалии (1908—1910), 2-й муж с 1939 года Карл Роберт Дуглас (1880—1955), 13-й граф Дуглас
- Принц Фридрих Виктор Гогенцоллерн (30 августа 1891 — 6 февраля 1965), женат на принцессе Маргарите Кароле Саксонской, дочери последнего короля Саксонии Фридриха Августа III и эрцгерцогини Луизы Австрийской
- Принц Франц Йозеф Гогенцоллерн (30 августа 1891 — 3 апреля 1964), женат на принцессе Марии Алисе Саксонской, младшей сестре Маргариты Каролы

Его жена умерла 1 мая 1909 года. 20 января 1915 года Вильгельм в Мюнхене вторично женился на принцессе Адельгунде Баварской (1870—1958), старшей дочери короля Людвига III Баварского и Марии-Терезии Австрийской-Эсте. Второй брак был бездетным.

## Преемственность в Румынии
22 ноября 1880 года князь Леопольд Гогенцоллерн-Зигмаринген, отец Вильгельма, отказался от прав на наследование румынского королевского трона в пользу своих сыновей.
Ознакомившись с ситуацией в Румынии, 22-летний Вильгельм также отказался от всех прав на румынский престол в своём письме, написанном им на французском языке 20 декабря 1886 года.
В 1914 году после смерти короля Румынии Кароля I принц Фердинанд Гогенцоллерн, младший брат Вильгельма, смог занять королевский престол в Румынии.

## Награды и ордена
- Великий магистр ордена Дома Гогенцоллернов
- Кавалер Ордена Красного орла 1-й степени
- Кавалер Высшего ордена Святого Благовещения
- Кавалер Большого Креста Ордена Звезды Румынии
- Кавалер Большого Креста Ордена Вюртембергской короны
- Кавалер Большого Креста Ордена Святого Гроба Господнего Иерусалимского
- Кавалер Ордена Меджидие

## Титулы
- 7 марта 1864 — 3 сентября 1869 — Его Светлость Принца Вильгельма Гогенцоллерн-Зигмаринген
- 3 сентября 1869 — 2 июня 1885 — Его Светлость Принц Уильям Гогенцоллернов
- 2 июня 1885 — 8 июня 1905 — Его Светлость Наследный принц Гогенцоллерн
- 8 июня 1905 — 23 сентября 1910 — Его Высочество Принц Гогенцоллерн
- 23 сентября 1910 — 22 октября 1927 — Его Королевское Высочество Принц Гогенцоллерн.